# Superliga Brasileira de Voleibol Feminino - Série B
O Campeonato Brasileiro de Voleibol Feminino - Segunda Divisão, também conhecido como Superliga Série B, é a segunda divisão do principal torneio de voleibol feminino do Brasil. O torneio é organizado anualmente pela Confederação Brasileira de Voleibol (CBV) desde 2014 e dá acesso à elite do voleibol brasileiro, a Superliga Série A. Nas temporadas anteriores à 2013/2014 o acesso era conquistado pela antiga Liga Nacional.
Os direitos de transmissão da Série B no Brasil pertencem ao SporTV em TV fechada.

## Histórico
A Superliga Série B foi criada na temporada 2013/2014. Antes disso, o acesso à principal divisão era obtido através da Liga Nacional, que qualificava seu campeão e vice para a Superliga. Com a reformulação, a Superliga principal passou a ser denominada "Série A", e a Série B surgiu como um degrau intermediário para os clubes que almejam chegar à elite.
Ao longo dos anos, o formato da Superliga B foi realizando algumas adaptações, mas geralmente envolve uma fase classificatória e fases eliminatórias. Por exemplo, em algumas temporadas, os times jogam um turno único na fase inicial, e os melhores avançam para as semifinais, disputadas em séries eliminatórias. A final costuma ser em jogo único.
O campeão da Superliga B tem o direito de ascender à Superliga Série A na temporada seguinte, enquanto os últimos colocados são rebaixados para a Superliga Série C.
Desde sua criação, a Superliga B Feminina tem sido fundamental para o crescimento e a visibilidade do voleibol feminino no Brasil, além do ressurgimento de equipes tradicionais, pois vários clubes que hoje estão na Série A ou tiveram destaque no passado passaram pela Série B, consolidando a importância da competição para o cenário nacional. Ao proporcionar um ambiente competitivo de alto nível, ela incentiva o investimento em infraestrutura e na formação de talentos. A presença crescente de equipes em diferentes estados também contribui para a interiorização do esporte e a criação de novas referências para jovens atletas.
A Confederação Brasileira de Voleibol tem trabalhado para aumentar a profissionalização da Superliga B, o que reflete no nível técnico dos jogos e no engajamento dos clubes. Essa evolução é vital para garantir um fluxo constante de equipes qualificadas para a Superliga A, mantendo o voleibol feminino brasileiro em um patamar de excelência. A competição continua a ser um degrau essencial para os clubes que buscam se consolidar no cenário nacional, oferecendo a oportunidade de ascender à principal divisão e desafiar as equipes mais tradicionais do país.
A competição já teve momentos de interrupção, como a temporada 2020, que foi cancelada devido à pandemia de COVID-19. Ao longo de suas edições, diversos times já conquistaram o título da Superliga B, refletindo a competitividade da divisão.
A equipe do Renasce Sorocaba é a atual campeão da competição. Com sua conquista inédita, se tornou a décima primeira campeã na história.

## Edição atual
| Equipe                 | Cidade             | Última participação | Temporada 2024                            |
| ---------------------- | ------------------ | ------------------- | ----------------------------------------- |
| Ascade/DF              | Brasília           | 2024                | 12º Colocado na Superliga B               |
| ACV/Unoesc/Chapecó     | Chapecó            | 2024                | 7º Colocado na Superliga B                |
| Ceará Vôlei            | Fortaleza          | 2024                | 1º Colocado Chave Nordeste na Superliga C |
| Curitiba Vôlei         | Curitiba           | 2024                | 4º Colocado na Superliga B                |
| CR Flamengo            | Rio de Janeiro     | 2022                | 1º Colocado Chave Sudeste na Superliga C  |
| Irati Vôlei            | Irati              | 2024                | 9º Colocado da na Superliga B             |
| Londrina Vôlei         | Londrina           | 2019                | 2º Colocado Chave Sul na Superliga C      |
| Pinhalense/Zagonel     | Pinhalzinho        | estreante           | 1º Colocado Chave Sul na Superliga C      |
| Recife Vôlei           | Recife             | 2024                | 3º Colocado na Superliga B                |
| Renasce Sorocaba       | Sorocaba           | 2024                | 6º Colocado na Superliga B                |
| São Caetano            | São Caetano do Sul | 2022                | 12º Colocado na Superliga A               |
| Tijuca TC              | Rio de Janeiro     | 2024                | 5º Colocado na Superliga B                |
| Vôlei Louveira         | Louveira           | estreante           | 2º Colocado Chave Sudeste na Superliga C  |
| Vôlei Natal Desportivo | Natal              | 2024                | 8º Colocado da na Superliga B             |

## Resultados

### Títulos por equipe
| Equipe               | Campeão | Vice-campeão | Terceiro lugar |
| -------------------- | ------- | ------------ | -------------- |
| Valinhos             | 1       | 1            | 1              |
| Vôlei Bauru          | 1       | 1            | 0              |
| São Caetano          | 1       | 0            | 1              |
| Amavôlei Maringá     | 1       | 0            | 1              |
| CEPE SJC             | 1       | 0            | 0              |
| AFAV Araraquara      | 1       | 0            | 0              |
| Curitiba Vôlei       | 1       | 0            | 0              |
| Barueri              | 1       | 0            | 0              |
| ADC Bradesco         | 1       | 0            | 0              |
| Mackenzie EC         | 1       | 0            | 0              |
| Renasce Sorocaba     | 1       | 0            | 0              |
| ABEL Brusque         | 0       | 2            | 1              |
| Bluvôlei             | 0       | 1            | 2              |
| Sogipa               | 0       | 1            | 0              |
| Fluminense           | 0       | 1            | 0              |
| Clube Curitibano     | 0       | 1            | 0              |
| Vôlei Londrina       | 0       | 1            | 0              |
| Flamengo             | 0       | 1            | 0              |
| Tijuca TC            | 0       | 1            | 0              |
| ACEU de Leme         | 0       | 0            | 1              |
| AABB-Cascavel        | 0       | 0            | 1              |
| São José dos Pinhais | 0       | 0            | 1              |
| Taubaté              | 0       | 0            | 1              |
| Recife Vôlei         | 0       | 0            | 1              |

### Títulos por Estado
| Estado            | Campeão | Vice-campeão | Terceiro lugar |
| ----------------- | ------- | ------------ | -------------- |
| São Paulo         | 8       | 2            | 4              |
| Paraná            | 2       | 2            | 3              |
| Minas Gerais      | 1       | 0            | 0              |
| Santa Catarina    | 0       | 3            | 3              |
| Rio de Janeiro    | 0       | 3            | 0              |
| Rio Grande do Sul | 0       | 1            | 0              |
| Pernambuco        | 0       | 0            | 1              |